# Apparitor
Ein Apparitor (Plural apparitores, zu lat. apparere ‚erscheinen‘ ‚offenkundig sein‘ ‚sich zeigen‘) war im antiken Rom ein Unterbeamter, Amtsdiener oder -gehilfe, dessen Gehalt direkt aus der Staatskasse gezahlt wurde. 

## Voraussetzungen und Funktionen
Apparitores waren römische Bürger. Es machte dabei keinen Unterschied, ob sie freigeborene Bürger oder freigelassene Sklaven waren. Die apparitores unterstützten die Magistraten.
Apparitor steht als Sammelbezeichnung für vier grundlegende Amtseigenschaften (decuriae), die als Hilfsdienste seit der frühen Republik benötigt wurden. Beschrieben werden sakrale Diensthilfen im Rahmen von Opferungen, daneben vielfältige administrative Aufgaben, die Buchhaltungen und Dokumentationen umfassten, sowie Botendienste und Exklamationen. 
Den höchsten Rang nahmen die scribae ein, die Schreiber oder Notare inne, gefolgt von den lictores, die als Wachpersonal fungierten und später Aufgaben als Amtsdiener wahrnahmen. Die viatores wiederum waren Amtsboten. Sie wurden dazu beauftragt Vollstreckungen in Bezug auf Dokumente vorzunehmen, auch konnten ihnen Funktionen für die religiösen Rituale (Opfer) übertragen werden. Letztlich wurden noch praecones eingesetzt, Ausrufer oder Herolde.
Apparitoren wurden dazu bestimmt, Vorladungen für Gerichtsverhandlungen zuzustellen, Beschuldigte in Haft zu nehmen und strittige Vermögenswerte zu beschlagnahmen, um die Vollstreckung des Urteils des Richters (iudex) sicherzustellen. Damit hatten sie Polizeigewalt inne. Mit der Zustellung einer Vorladung gewährleisteten sie, dass eine vor Gericht stehende Partei sich ihrer Verpflichtung bewusst war, erscheinen zu müssen, sei es zur Verhandlung, zur Aussage oder zu anderen Handlungen, die der Richter gesetzlich vorschreiben konnte.